# Lê Ðức Thọ
Lê Đức Thọ (narozen jako Phan Đình Khải; 14. října 1911 Ha Nam – 13. října 1990 Hanoj) byl vietnamský revolucionář, generál, diplomat a politik, který v roce 1973 získal spolu s americkým ministrem zahraničních věcí Henrym Kissingerem Nobelovu cenu za mír, ale ocenění odmítl. Prohlásil, že v jeho zemi pořád není mír.
V 1930 pomohl založit Indočínskou komunistickou stranu. Mezi lety 1930–1936 a 1939–1944 byl vězněn Francouzi (Vietnam byl v té době kolonií
Francie). Po propuštění v roce 1945 byl až do roku 1954, kdy byly podepsány Ženevské dohody, jedním z vůdců Viet Minh, hnutí za osvobození Vietnamu od Francie.